# Мертініш (комуна)
Мертініш (рум. Mărtiniș) — комуна у повіті Харгіта в Румунії. До складу комуни входять такі села (дані про населення за 2002 рік):
- Алдя (375 осіб)
- Бедень (214 осіб)
- Гіпеш (156 осіб)
- Келугерень (69 осіб)
- Коменешть (201 особа)
- Кінушу (140 осіб)
- Локодень (81 особа)
- Мертініш (622 особи) — адміністративний центр комуни
- Орешень (286 осіб)
- Петрень (195 осіб)
- Рареш (164 особи)
- Синпаул (508 осіб)

Комуна розташована на відстані 207 км на північ від Бухареста, 35 км на південний захід від М'єркуря-Чука, 149 км на південний схід від Клуж-Напоки, 66 км на північ від Брашова.

## Населення
За даними перепису населення 2002 року у комуні проживали 3011 осіб.
Національний склад населення комуни:
| Національність | Кількість осіб | Відсоток |
| -------------- | -------------- | -------- |
| угорці         | 2975           | 98,8%    |
| румуни         | 32             | 1,1%     |
| болгари        | 4              | 0,1%     |

Рідною мовою назвали:
| Мова       | Кількість осіб | Відсоток |
| ---------- | -------------- | -------- |
| угорська   | 2978           | 98,9%    |
| румунська  | 29             | 1,0%     |
| болгарська | 4              | 0,1%     |

Склад населення комуни за віросповіданням:
| Релігія                                       | Кількість осіб | Відсоток |
| --------------------------------------------- | -------------- | -------- |
| унітарії                                      | 2107           | 70,0%    |
| реформати                                     | 443            | 14,7%    |
| римо-католики                                 | 365            | 12,1%    |
| православні                                   | 35             | 1,2%     |
| баптисти                                      | 30             | 1,0%     |
| не релігійні                                  | 7              | 0,2%     |
| лютерани (Синодально-пресвітеріанська церква) | 1              | < 0,1%   |